# آني كريستينا موريسون
آني كريستينا موريسون (بالإنجليزية: Annie Christina Morrison)‏ هي مديرة مدرسة نيوزيلندية، ولدت في 27 فبراير 1870 في ونهونغة ‏ في نيوزيلندا، وتوفيت في 31 أغسطس 1953.